# 蒼坪站
蒼坪站（韓語：창평역）是朝鮮民主主義人民共和國咸镜北道富宁郡苍坪里的一個鐵路車站，属于咸北线。

## 邻近车站
咸北线
石峰站 - 蒼坪站 - 全巨里站